# I liga polska w piłce siatkowej mężczyzn (1964/1965)
I liga polska w piłce siatkowej mężczyzn 1964/1965 – 29. edycja rozgrywek o mistrzostwo Polski w piłce siatkowej mężczyzn.

## Drużyny uczestniczące
| | I liga 1964/1965 |   |      |
| --- | ---------------- | - | ---- |
| LEG | Legia Warszawa   | 1 | PEMK |
| WRO | Gwardia Wrocław  | 2 |      |
| KAT | GKS Katowice     | 3 |      |
| WAR | AZS-AWF Warszawa | 4 |      |
| WAR | Warszawianka     | 5 |      |
| WAR | Sparta Warszawa  | 6 |      |
| KRA | Wawel Kraków     | 7 |      |
| SZC | Pogoń Szczecin   | 8 |      |
| WRO | Odra Wrocław     | 9 |      |
| | Awans z II ligi  |   |      |
| WOŁ | Huragan Wołomin  |   |      |
| GDA | Wybrzeże Gdańsk  |   |      |
| LUB | AZS Lublin       |   |      |
| Oznaczenia: - kolumna pierwsza – skróty nazw drużyn wpisane na mapie (jeśli ta została zamieszczona), - kolumna trzecia – miejsce zajęte przez daną drużynę w poprzednim sezonie. |                  |   |      |

## Klasyfikacja końcowa
| Miejsce | Drużyna          |
| ------- | ---------------- |
| 1.      | AZS-AWF Warszawa |
| 2.      | Legia Warszawa   |
| 3.      | Gwardia Wrocław  |
| 4.      | Warszawianka     |
| 5.      | Pogoń Szczecin   |
| 6.      | GKS Katowice     |
| 7.      | Sparta Warszawa  |
| 8.      | Wybrzeże Gdańsk  |
| 9.      | Wawel Kraków     |
| 10.     | Odra Wrocław     |
| 11.     | Huragan Wołomin  |
| 12.     | AZS Lublin       |

     spadek do II ligi